# Polgara Besvärjerskan
Polgara Besvärjerskan, legendomspunnen besvärjerska i David Eddings serier Sagan om Belgarion och Sagan om Mallorea.
Kallas även Tant Pol, mor Pol eller bara Pol.
Polgara är dotter till Belgarath Besvärjaren och Poledra, tvillingsyster till Beldaran, gift med Durnik.
Växte upp med Beldaran i Aldurs dal. Med tiden blev hon lärjunge till guden Aldur, och fick i uppdrag att se till att Rivas och Beldarans ättlingsled bevarades.
Känd över hela världen för sin storslagna skönhet, och sitt långa svarta hår med en enda vit slinga, som färgats av när hennes far första gången rörde vid henne.
Polgara är även mycket kunning inom medicin och läkekonst.
Hon är även huvudperson i serien med samma namn, skriven av David och Leigh Eddings. Bokserien Polgara Besvärjerskan består på svenska i två böcker, Belgaraths dotter och Hertiginnan av Erat. På engelska är det dock bara en bok som heter Polgara the Sorceress, Belgaraths dotter motsvarar kapitel 1-22 och Hertiginnan av Erat motsvarar kapitel 23-41.